# Micarea granulans
Micarea granulans är en lavart som först beskrevs av Vain., och fick sitt nu gällande namn av Timdal. Micarea granulans ingår i släktet Micarea och familjen Pilocarpaceae.   Inga underarter finns listade i Catalogue of Life.